# Schloss Weißenstein (Pommersfelden)

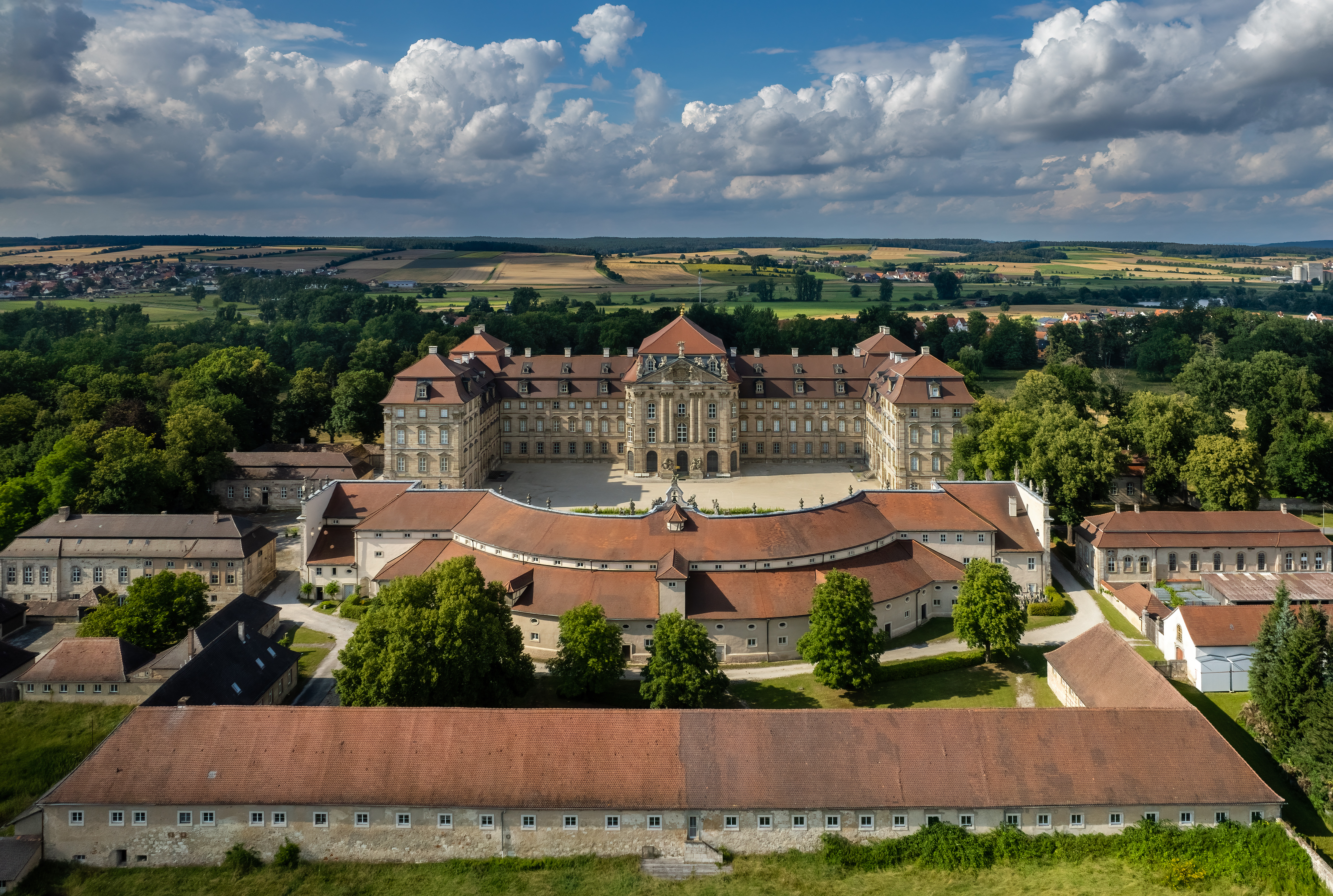
Schloss Weißenstein

Schloss Weißenstein ist ein Schloss der Grafen von Schönborn in der bayerischen Gemeinde Pommersfelden. Die barocke Dreiflügelanlage wurde in den Jahren 1711 bis 1718 als private Sommerresidenz des Fürstbischofs von Bamberg Lothar Franz von Schönborn nach Entwurf von Johann Dientzenhofer erbaut. Hervorzuheben sind das Treppenhaus, der Gartensaal und der Marmorsaal.

## Geschichte

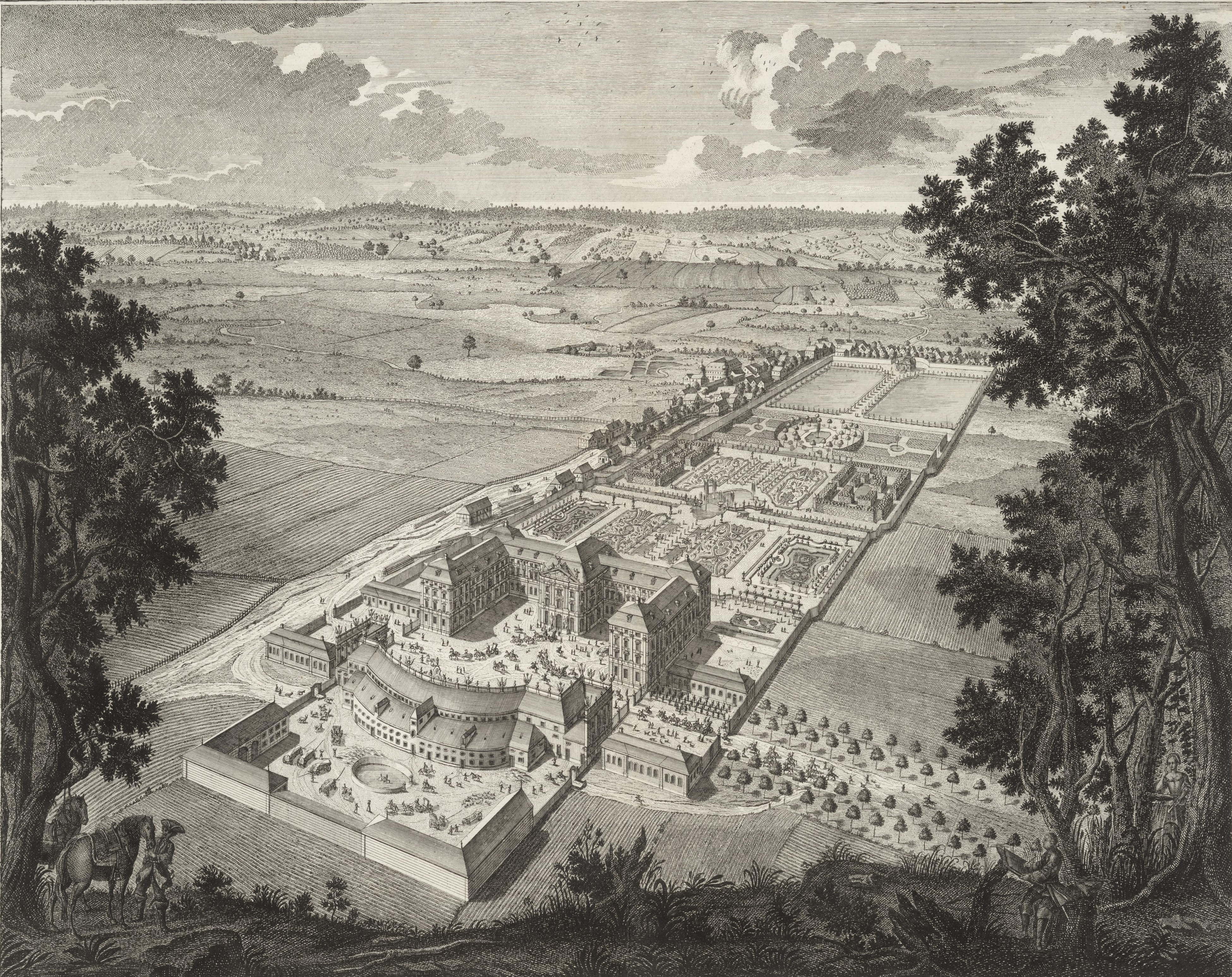
Schloss Weißenstein, Stich von Salomon Kleiner, um 1726

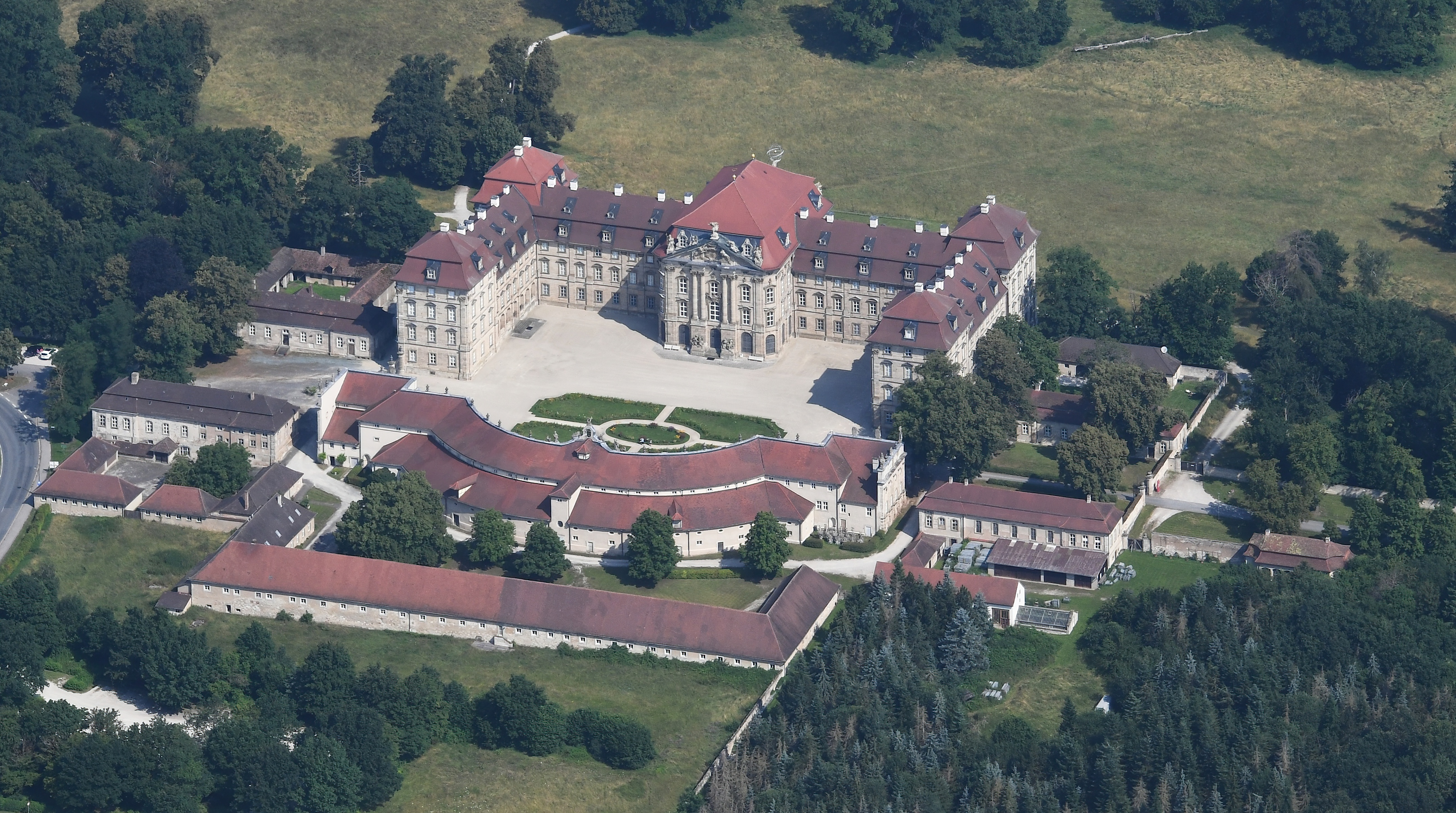
Schloss Weißenstein, Luftbild

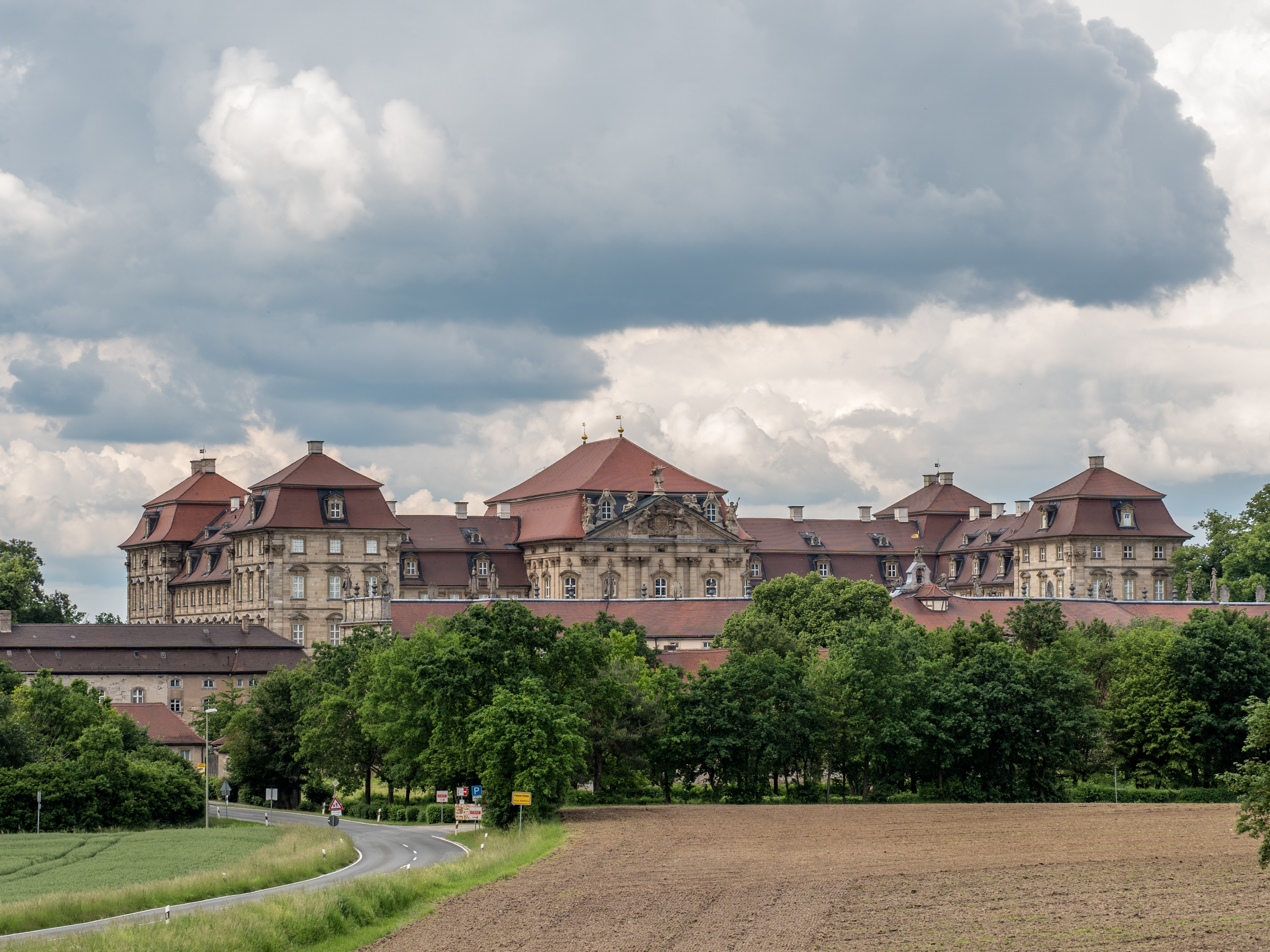
Schloss Weißenstein, Fernansicht

Der Bauherr Lothar Franz von Schönborn wurde im Alter von 34 Jahren Präsident der Bamberger Hofkammer, vier Jahre später Fürstbischof von Bamberg und mit 40 Erzbischof und Kurfürst von Mainz. Als Erzkanzler vertrat der Kurfürst vor dem Kaiser die Belange der Reichsstände des Heiligen Römischen Reiches, als Kirchenfürst sah er in ihm den berufenen Schutzherrn der geistlichen Staaten. In unmittelbarer Nähe des Dorfes Pommersfelden hatte Fürstbischof Lothar Franz ein Wasserschloss geerbt, dessen mittelalterliche Enge seinem Repräsentationsbedürfnis jedoch nicht zusagte. Die landschaftliche Lage bezeichnete er zwar als unvergleichlich, das Haus hingegen als eine „Räuberhöhle“. Außerdem verlief mitten durch den Bau die Lehensgrenze zwischen Bayreuther und Bamberger Gebiet. Ein weiterer Grund für den Neubau war, dass die Neue Residenz in Bamberg nicht wirklich als gelungen bezeichnet werden konnte. Sie war zu schlicht geraten; nur zwei von drei Gebäudeflügeln wurden ausgeführt. Mittel aus der kaiserlichen Schatulle für die Kaiserwahl versetzten ihn in die Lage, oberhalb des alten Schlosses von Pommersfelden einen Neubau auf einer Anhöhe über dem Ebrachtal zu errichten. Er beabsichtigte, einen Ruhesitz zu schaffen, in dem er seinen persönlichen Neigungen nachgehen konnte. Schloss Weißenstein war nur drei Karossenstunden von Bamberg entfernt. Lothar Franz war sehr angetan von den ersten Entwürfen, mit denen er den Baumeister Johann Dientzenhofer beauftragt hatte, und schrieb an seinen Lieblingsneffen Friedrich Carl in Wien: „Über dem Pommerfelldischen riss bin ich mit meinem Bamberger baumeister begriffen und will erweisen, dass man auch hierzulande etwas Hübsches machen kann.“ Der Briefwechsel zwischen beiden gibt Aufschluss über die gegenseitigen Konsultationen bei architektonischen Problemen.
Es ist erstaunlich, dass Lothar Franz trotz seiner vielen Ämter, wobei er seine Pflichten ernst nahm, Zeit für die Planung und Ausführung hatte, besonders für das Treppenhaus, das 8.000 m³ Raum umschließt. Dieses Treppenhaus war seine eigene Idee und wurde in dieser Art zum ersten Mal in Deutschland gebaut. Ein Vorbild gab es nur im Schloss Versailles. Friedrich Carl empfahl ihm den Baumeister Johann Lucas von Hildebrandt. Dieser durfte den Entwurf Dientzenhofers ausarbeiten und korrigieren, stieß aber auf heftigen Widerstand, als seine Änderungsvorschläge die Gesamtkonzeption zu gefährden drohten. Lothar Franz schrieb im Februar 1713 seinem Neffen in Wien: „Meine stieg muess bleiben, als welche von meiner Invention undt mein meisterstück ist.“ Im Jahr 1711 begann der Bau nach dem maßgeblichen Entwurf von Johann Dientzenhofer. 1715 folgte die Eindeckung des Mittelbaus und die Anlage des französischen Barockgartens nach Plänen von Maximilian von Welsch. Ebenfalls nach Plänen von Welsch errichtete Dientzenhofer ab 1717 den halbrund geformten Marstall gegenüber des Mittelbaus. 1718 war der Schlossbau weitgehend fertiggestellt; 1719 kamen nach Plänen von Franz Anselm von Ritter zum Groenesteyn noch eine Orangerie und eine Fasanerie hinzu. Die Stuckarbeiten stammen von Daniel Schenk.
Die Pläne für den einst terrassenartig angelegten, französischen Barockgarten sind zwar verschollen, doch existieren noch Kupferstiche von Salomon Kleiner, die wohl den geplanten Garten zeigen. Nach dem Tod von Lothar Franz trat Friedrich Carl von Schönborn 1729 dessen Nachfolge an. Er beauftragte Balthasar Neumann, einen Plan zur Erweiterung und Ausgestaltung des Schlossgartens zu erstellen. Erst kurz vor dem Tod Friedrich Carls im Jahr 1746 waren die Arbeiten am Barockgarten im Wesentlichen abgeschlossen. Ab 1786 wurde der Barockgarten zum englischen Landschaftsgarten umgestaltet, dessen heutige Form wohl Anfang des 19. Jahrhunderts entstand. Im selben Jahrhundert wurde der Park mit Damhirschen bevölkert. Nach Entwürfen von Johann Gottfried Gutensohn entstand 1832 außerdem ein Badehaus im Schlosspark. Als Baumeister der Gesamtanlage fungierte Dientzenhofer. An der Planung war unter anderem auch Johann Lucas von Hildebrandt beteiligt. Die Bauführung unterstand Nikolaus Loyson. Bei der Grundsteinlegung wurde das Schloss noch „das neue Schloß auf dem Berg“ genannt. Als Ende 1714 der Rohbau fertig war, äußerte der Kurfürst seine Absicht, es auf den Namen „Weißenstein“ zu taufen. Dies ist heute noch der offizielle Name, doch hat er sich nicht eingebürgert. Auch der Name „Lothariusburg“, der zwei Jahre später erwogen wurde, fand keinen Anklang. Das Schloss wurde von Anfang an stets nach dem benachbarten Ort Pommersfelden benannt. Dass es bis heute weitgehend unverändert erhalten ist, liegt wahrscheinlich an seiner Abgeschiedenheit. Nur als im Siebenjährigen Krieg die Truppen des Prinzen Heinrich von Preußen die Umgebung von Bamberg heimsuchten, wurde das Schloss geplündert und beschädigt, danach jedoch wieder hergerichtet.

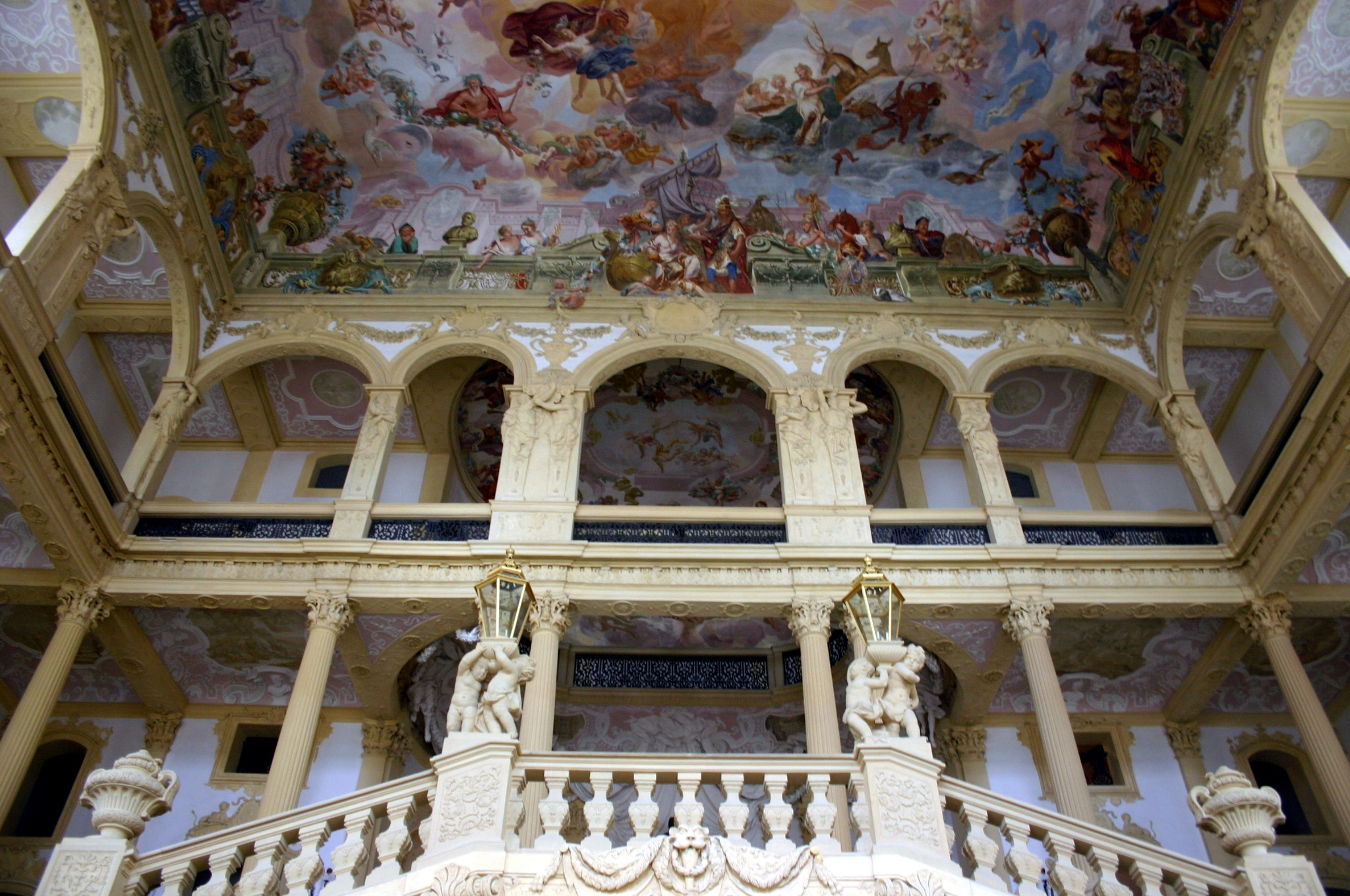
Treppenhaus
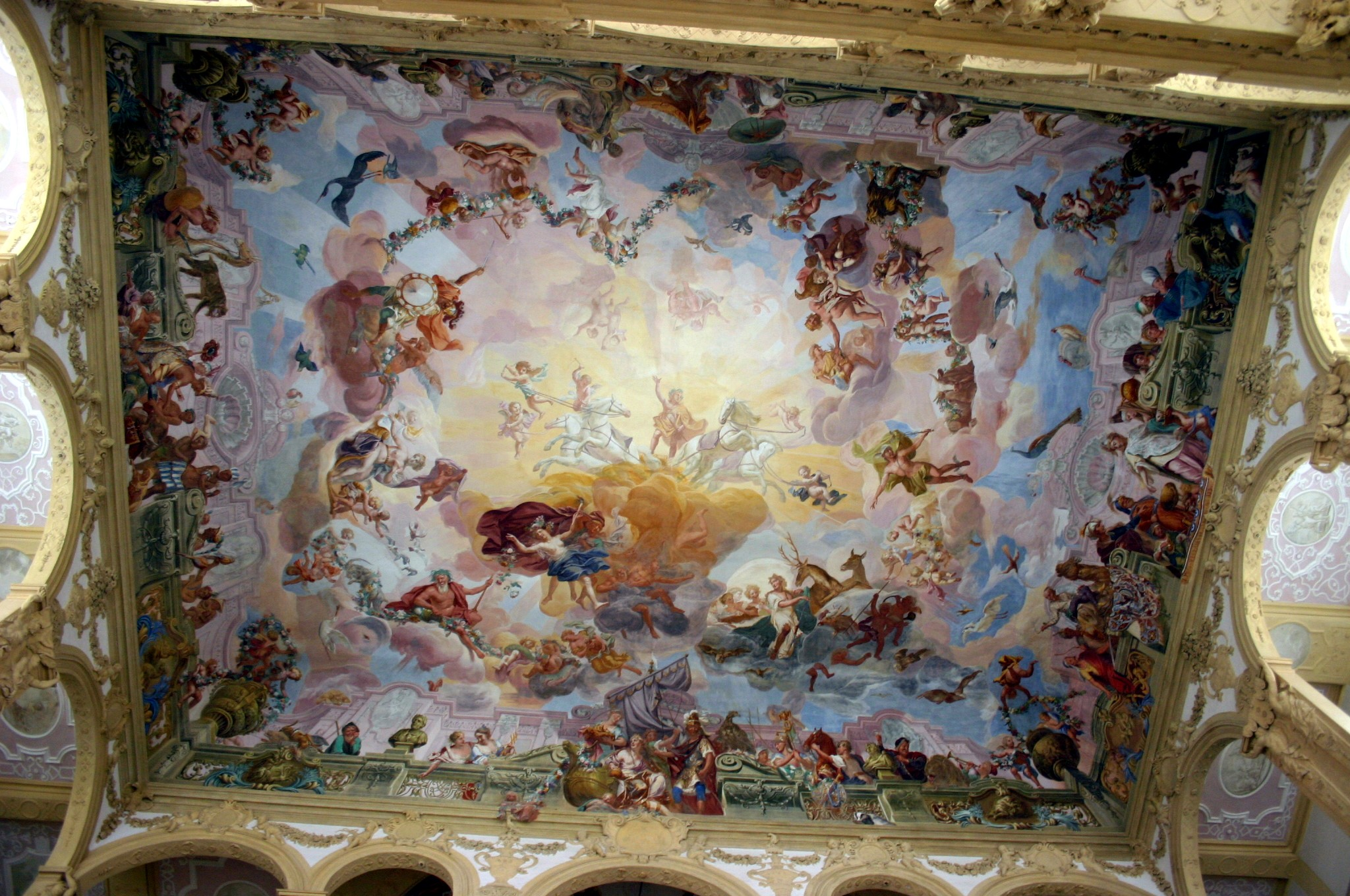
Deckenfresko im Treppenhaus
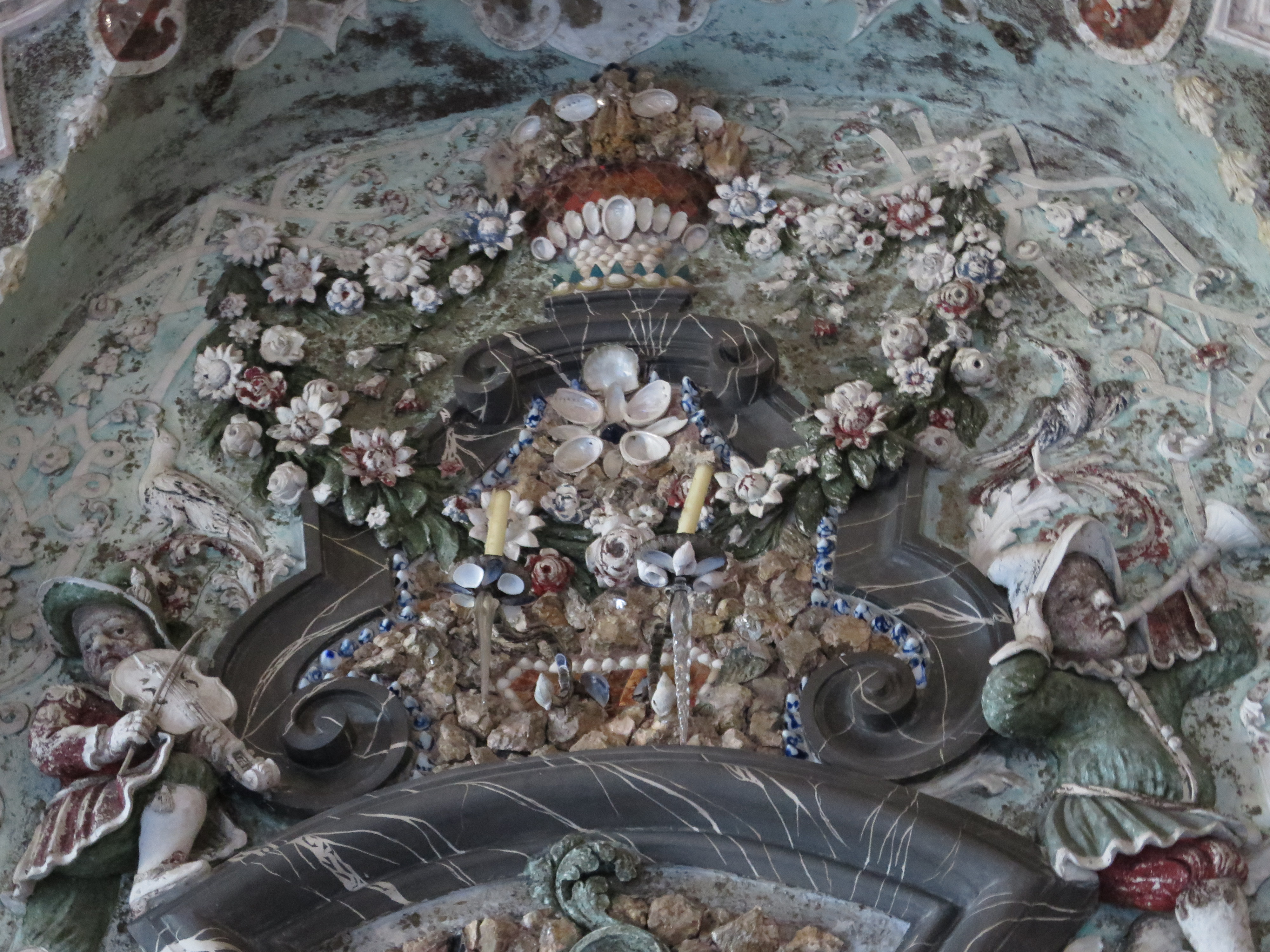
Gartensaal
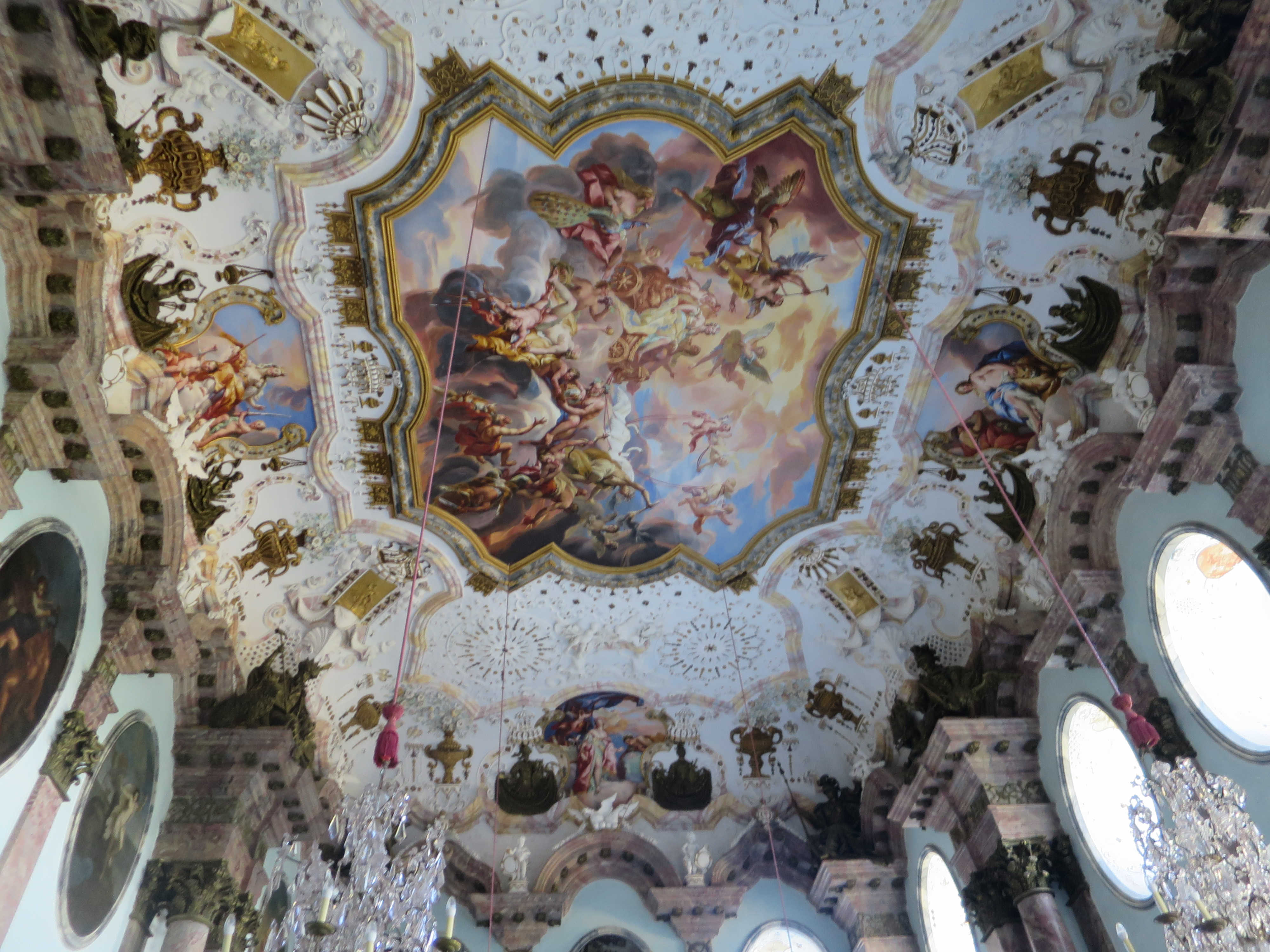
Marmorsaal
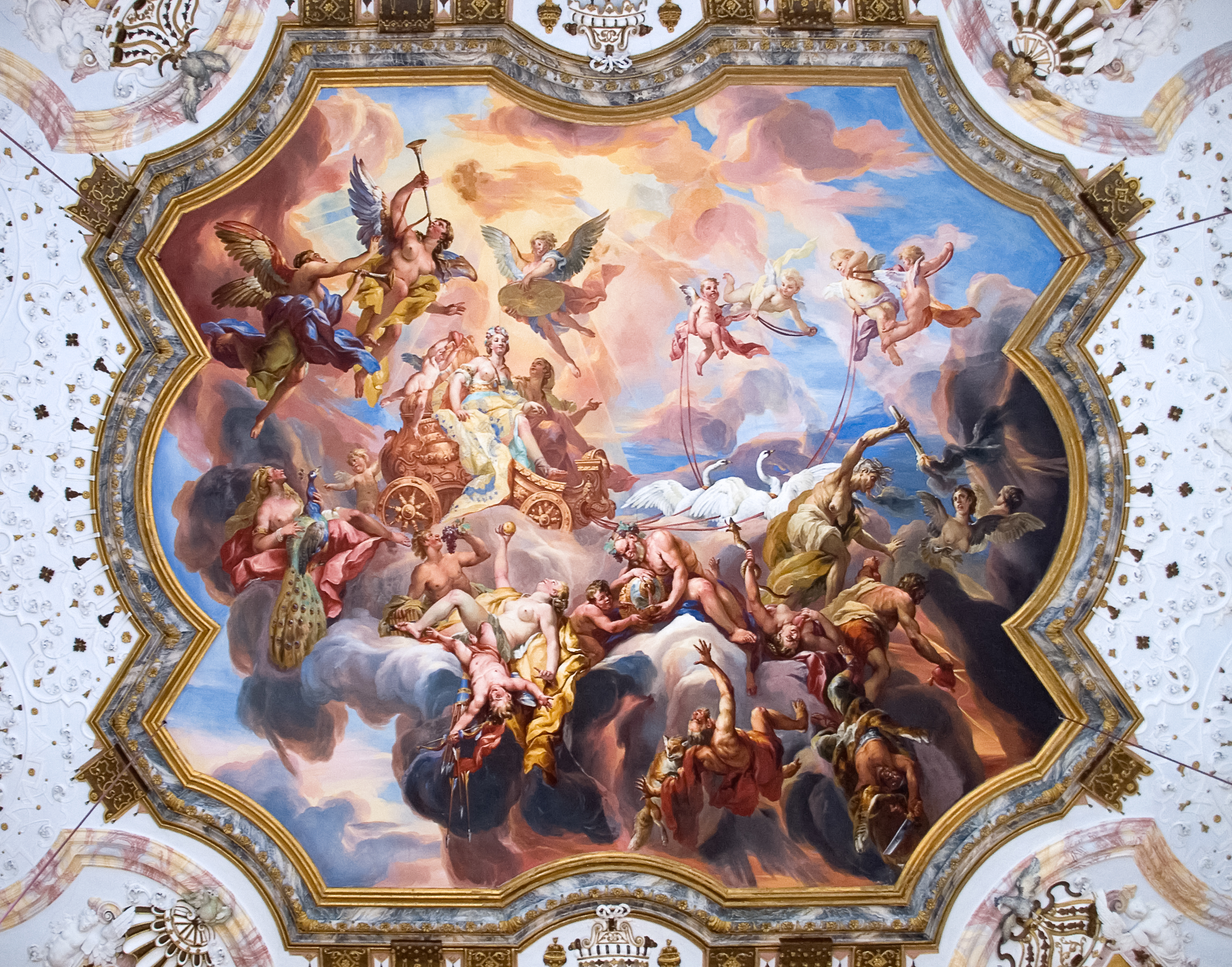
Deckenfresko im Marmorsaal

## Beschreibung

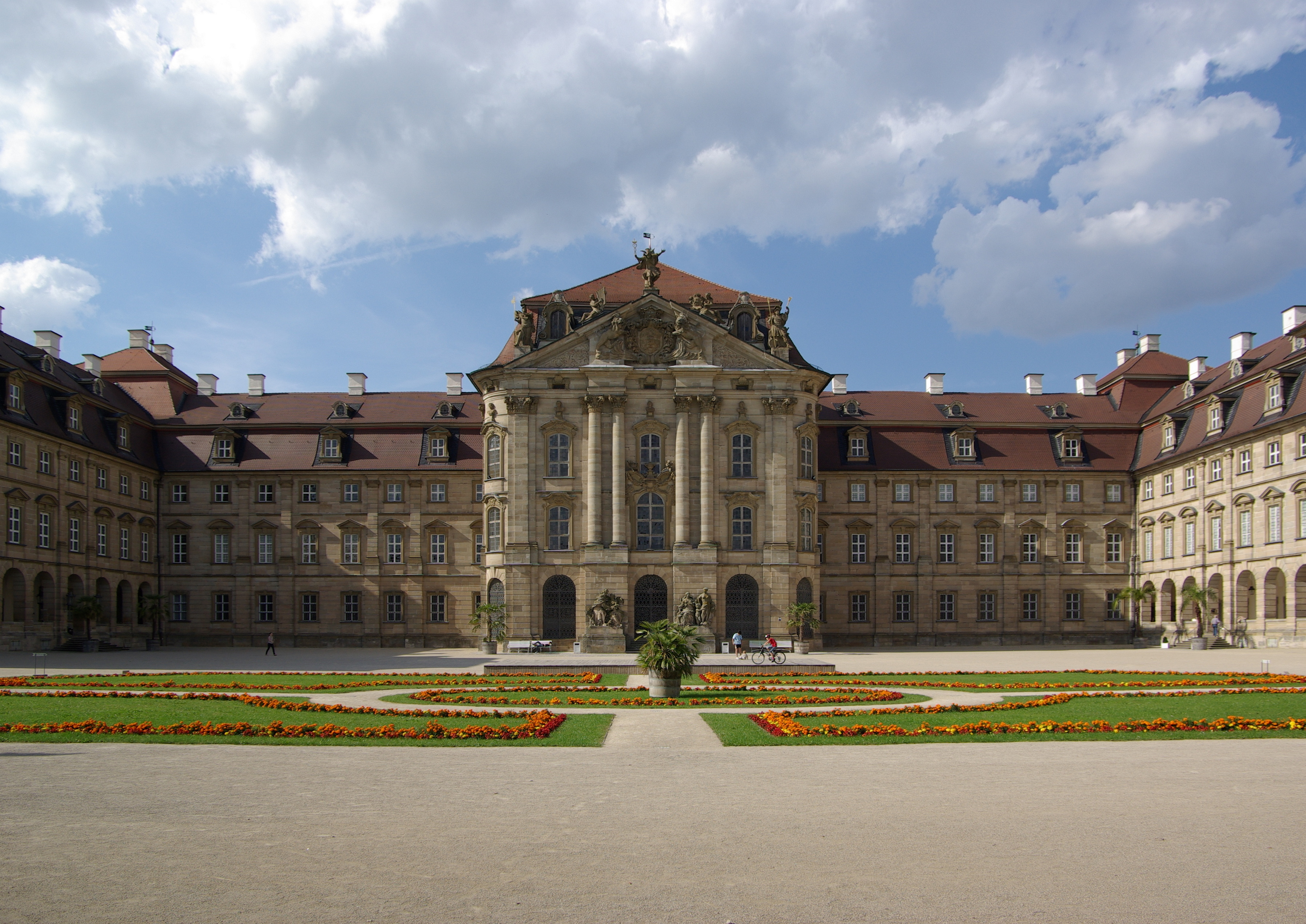
Schloss Weißenstein, Hofseite

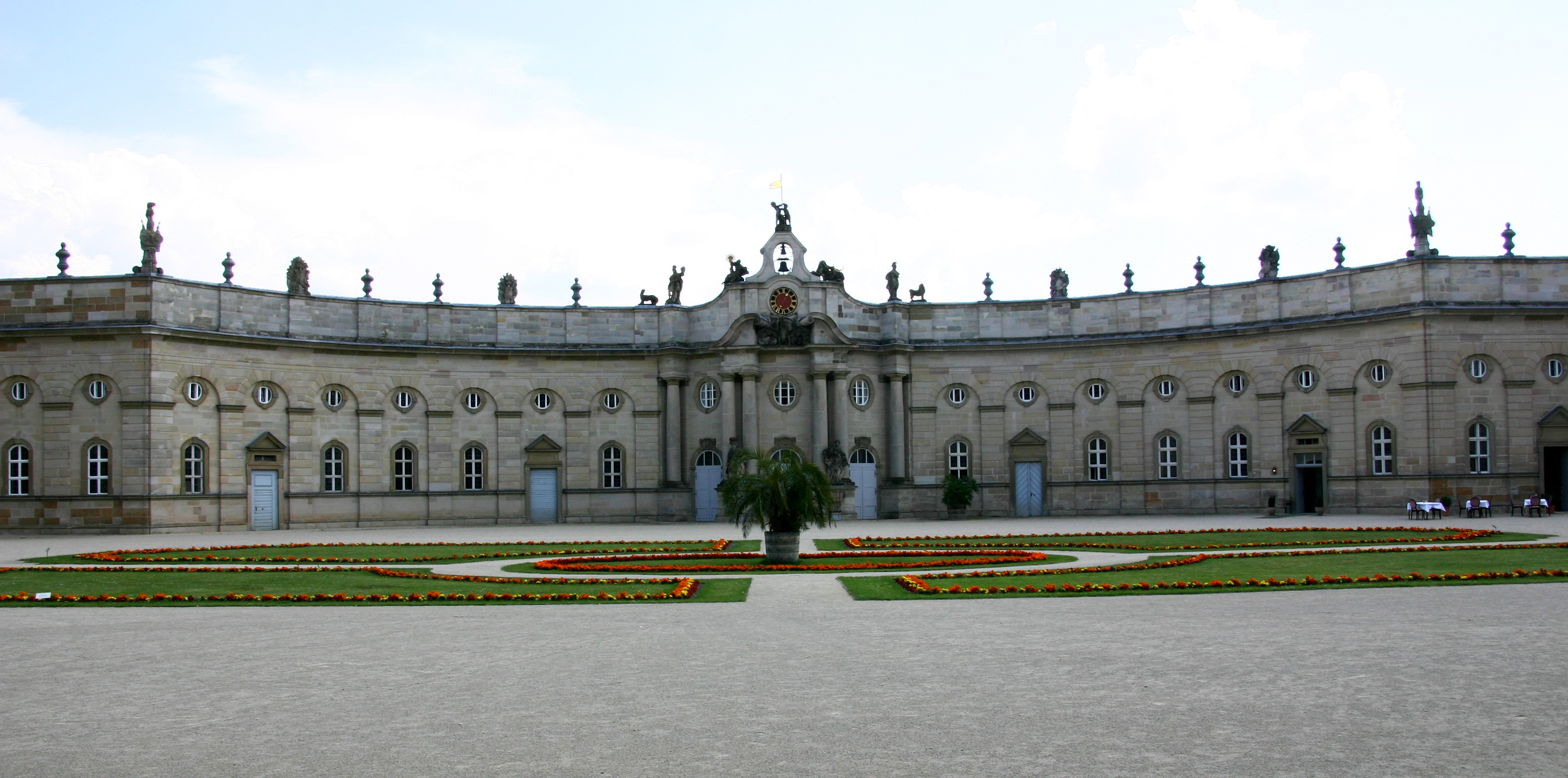
Schloss Weißenstein, Marstall

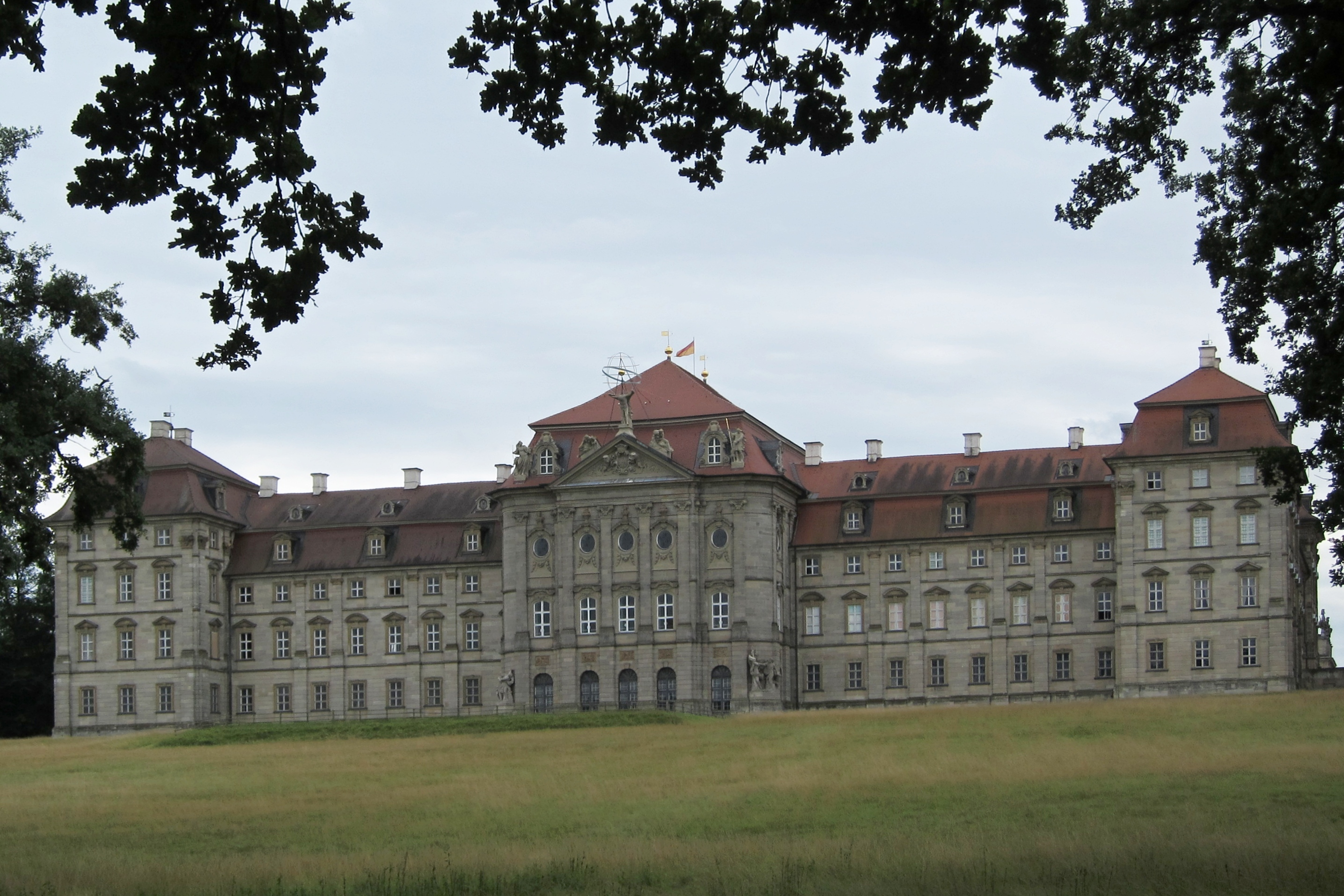
Schloss Weißenstein, Gartenseite

Die Markgräfin Wilhelmine von Brandenburg-Bayreuth berichtet in ihren Memoiren über die Ereignisse anlässlich eines Besuchs bei Friedrich Karl von Schönborn-Buchheim in Pommersfelden im November 1735. Den Schlossbau schilderte sie dabei wie folgt: „Pommersfelden ist ein großes Gebäude, dessen Mittelbau von den Flügeln getrennt ist; dieser Mittelbau hat vier Nebenflügel; er ist viereckig und sieht von weitem wie eine Steinmasse aus. Nach außen weist er viele Fehler auf, kaum aber betritt man den Hof, so ändert sich der Eindruck, den man von diesem Schlosse erhält, und man gewahrt hier eine Großartigkeit, die man zuvor nicht ahnte. Erst steigt man fünf bis sechs Stufen empor, um durch ein schmales und schwerfälliges Tor zu kommen, das den Bau sehr verunziert; man gelangt nun zu einer prachtvollen Treppe, die die ganze Höhe des Schlosses freiläßt, denn diese Treppe reicht bis zur Kuppel empor; die Decke ist mit Fresken bemalt, die Geländer sind aus weißem Marmor und mit Statuen geschmückt; diese Treppe führt zu einer großen Vorhalle mit einem marmornen Fußboden, und man betritt von hier aus einen goldverzierten Saal. Hier hängen Bilder der größten Meister, wie Rubens, Guido Reni und Paolo Veronese. Die Ausschmückung selbst gefiel mir zwar nicht. Sie war mehr die einer Kapelle als die eines Saales, und es fehlte jene edle Architektur, die die Pracht mit dem Geschmack vereint; dieser Saal läuft in zwei Zimmerreihen aus, die alle mit Bildern geschmückt sind; eines dieser Zimmer enthält eine Ledertapete, die man sehr hochhält, da sie von Raffael gezeichnet ist. Die Bildergalerie ist wundervoll; die Maler können sich hier weiden. Da ich eine große Bilderliebhaberin bin, blieb ich mehrere Stunden lang hier, um die Gemälde zu betrachten.“
Die Dreiflügelanlage gilt als eines der frühesten und zugleich herausragendsten Werke des fränkischen Barock. Besonders sehenswert sind das Treppenhaus mit seinem Deckenfresko von Johann Rudolf Byss, der Gartensaal von Giovanni Francesco Marchini und der Marmorsaal mit dem Deckenfresko von Johann Michael Rottmayr. Thema des Deckenfreskos im Treppenhaus ist nach Byss’ eigenen Worten „Apoll als Sonnengott den vier Erdteilen so das Licht spendet, wie die Tugend den Menschen erhellt und ziert“. Die Pommersfelder Prunktreppe diente Balthasar Neumann bei der Konzeption des Treppenhauses in der Würzburger Residenz als Vorbild. Zu den Räumen, auf die Lothar Franz neben dem großen Treppenhaus besonders stolz war, gehörte die Sala terrena, deren Gewölbekonstruktion von Johann Dientzenhofer erstmals bei einem Profanbau verwendet wurde. Dieser niedrige Gartensaal muss die Baumasse des darüber liegenden Marmorsaals tragen und hat deshalb enorm dicke Mauern, die den Raum dunkel wie eine Höhle erscheinen lassen. Dadurch kam vermutlich der Gedanke, den Gartensaal als Muschelgrotte zu gestalten. Er darf als eines der wenigen erhaltenen Beispiele von Grottenarchitektur in Deutschland gelten. Das Spiegelkabinett des Kunstschreiners Ferdinand Plitzner ist das älteste noch völlig erhaltene Spiegelkabinett in Deutschland.
 Nahezu vollständig erhalten ist die in ihrem Ursprung von Lothar Franz von Schönborn zusammengetragene Schlossbibliothek (Graf-von-Schönborn-Schloßbibliothek). Ein weiterer Höhepunkt in der Ausstattung des Schlosses ist der große Marmorsaal mit einem großen Deckenfresko von Rottmayr aus dem Jahr 1717, das den Triumph der Weisheit und des guten Gewissens über die Laster darstellt.
Weiterhin beherbergt das Schloss die größte private Barockgemäldesammlung Deutschlands. Unter den über 600 erhaltenen Exponaten befinden sich Gemälde namhafter Künstler wie van Dyck, Rubens, Brueghel, Giordano, Tizian, Artemisia Gentileschi und Dürer. Erster Galeriedirektor wurde wohl Johann Rudolf Byss. Nachdem er seine Arbeiten in Schloss Gaibach beendet hatte, wurde er mit der Aufsicht über die kurfürstliche Gemäldegalerie in Schloss Weißenstein beauftragt. 1802 wurde Joseph Dorn zum Inspektor der Galerie im Schloss Weißenstein berufen. Der Schneiderssohn aus Sambach war Schüler bei Joseph Marquard Treu, einem Schüler von Byss in Bamberg, und durch Heirat mit seiner Tochter Rosalie 1787 dessen Schwiegersohn. Er erstellte wohl 1805 das neue Inventarverzeichnis und war für die Neuaufhängung der Bilder zuständig. Dorn verstarb 1841 in Bamberg. Der Münchner Maler Carl Spitzweg verbrachte zusammen mit seinem Malerfreund Eduard Schleich ab den 1840er Jahren immer wieder einige Tage in Pommersfelden, um Bilder der Schönbornschen Gemäldegalerie zu kopieren. Für Spitzweg waren darüber hinaus die Wanderungen in Franken nach eigenen Aussagen „die Erholung vom Hochgebirge“. Das Schloss befindet sich bis heute im Besitz der Familie Schönborn und kann von Anfang April bis Ende Oktober besichtigt werden. Weißenstein ist zugleich ein amtlich benannter Gemeindeteil von Pommersfelden. Seit 1958 treffen sich jedes Jahr im Juli und August junge Musiker im Rahmen des Collegium Musicum mit Konzerten im Marmorsaal des Schlosses. Seit 2005 findet im Schlosspark jährlich die Verkaufsausstellung Faszination Garten statt. Führungen durch Schloss Weißenstein werden von Anfang April bis Ende Oktober angeboten. Das Schloss liegt in der Gemarkung Pommersfelden.